# Conférence nationale (Jammu-et-Cachemire)
La Conférence nationale (en anglais Jammu and Kashmir National Conference) est un parti politique Indien de l'État de Jammu-et-Cachemire. Fondée comme All Jammu and Kashmir Muslim Conference par le Cheikh Abdullah et Chaudhry Ghulam Abbas, en 1932, dans l'État princier de Jammu-et-Cachemire, l'organisation est renommée "Conférence nationale" en 1939 afin de représenter toutes les confessions de l'État (hindou, sikhs entre autres). Elle a soutenu l'adhésion de l'État princier à l'Inde en 1947. Avant cela, en 1941, un groupe dirigé par Ghulam Abbas s'est détaché de la Conférence nationale et a relancé le vieux Musulman de la Conférence. La reprise d'une ligne fédératrice religieuse a soutenu l'adhésion de l'État princier au Pakistan lors de la partition des Indes et a dirigé le mouvement pour l’Azad Cachemire.
Depuis 1947, la Conférence nationale a été au pouvoir dans l'État de Jammu-et-Cachemire, jusqu'en 2002, puis de nouveau entre 2009 et 2015. Elle a mis en œuvre la réforme foncière, assuré la mise en place de l'article 370 de la Constitution indienne relatif à l'autonomie de la région, et a formulé une Constitution de l'État de Jammu-et-Cachemire en 1957. Farooq Abdullah (en poste en 1981-2002 et depuis 2009) et Omar Abdullah (en poste de 2002 à 2009) ont conduit le parti après la mort du Cheikh Abdullah.

## Histoire

### La période pré-indépendance
En octobre 1932, le Cheikh Abdullah a fondé le All Jammu and Kashmir Muslim Conference, en collaboration avec Mirwaiz Yusuf Shah et Chaudhry Ghulam Abbas. Le 11 juin 1939, il a été rebaptisé comme le Jammu-et-Cachemire de la Conférence nationale. La Conférence nationale a été affiliée à la All India States Peoples Conferences. En 1946, la Conférence nationale a lancé une intense agitation contre le gouvernement de l'État. Elle était dirigée contre le maharaja de l'État de Jammu-et-Cachemire, Hari Singh. Le slogan de l'agitation a été "Quit Cachemire".

### La période post-indépendance
Dans les élections, en septembre 1951, la Conférence nationale a remporté tous les 75 sièges de l'assemblée constituante de l'État de Jammu-et-Cachemire. Cheikh Abdullah est resté le Premier ministre en chef jusqu'à son licenciement en août 1953 pour conspiration envers l'État indien. Bakshi Ghulam Mohammad devient alors le Premier ministre de l'État et le Cheikh Abdullah est arrêté le 9 août 1953.
En 1965, la Conférence nationale fusionne avec le Congrès national indien (INC) et devient la branche cachemiri du Congrès. Cheikh Abdullah a de nouveau été arrêté en 1965 jusqu'en 1968, pour conspiration contre l'État. Le parti dissident Plebiscite Front, s'appropria le nom du parti jusqu'Abdullah a été autorisé à revenir au pouvoir en février 1975, après avoir trouvé un accord avec le gouvernement central. En 1977, la Conférence Nationale remporte les élections de l'assemblée régionale, et le Cheikh Abdullah redevient alors ministre. Son fils Farooq Abdullah lui succéda lors de sa mort le 8 septembre 1982. En juin 1983, lors des élections, le JKNC, dirigé par Farooq Abdullah, remporte de nouveau les élections. En juillet 1984, le beau-frère de Farooq, Ghulam Mohammad Shah divise le parti. Agissant sur la demande du gouvernement central, le gouverneur destitue Farooq pour y placer comme nouveau ministre en chef Ghulam Mohammad Shah. Son gouvernement est rejeté et le President's rule est appliqué en mars 1986. Lors des élections contestées de 1987, la coalition entre le JKNC et l'INC affirme avoir remporté la majorité et Farooq Abdullah redevient le ministre en chef. C'est alors qu'une insurrection contre le gouvernement indien prend place. Abdullah est de nouveau licencié en 1990 par le Gouvernement de l'Union et le President's rule est imposé dans l’État. En 1991, les élections ont été annulées en raison d'une insurrection du peuple.

### À partir de 1996
Dans l'État de Jammu-et-Cachemire les élections de l'assemblée de 1996, le JKNC remporte 57 sièges sur un total de 87. Cette élection fut considérée comme frauduleuse et Abdullah a dû démissionner en 2000. Son fils, Omar Abdullah a ensuite pris les rênes du pouvoir dans l'État. Mais en 2002, les élections à l'assemblée de l'État, le JKNC gagne seulement 28 sièges, avec une coalition du parti de Jammu and Kashmir Peoples Democratic Party (PDP), qui apparaît dans la vallée du Cachemire comme un prétendant au pouvoir. En décembre 2008, aucun parti a été en mesure d'obtenir la majorité. Le JKNC dirigé par Omar Abdullah a émergé comme le plus grand parti, avec 28 sièges. Après les élections, le 30 décembre 2008, le JKNC formé une alliance avec l'INC, qui avait remporté 17 sièges, Omar Abdullah est devenu le 5 janvier 2009 le ministre en chef de ce gouvernement de coalition.
JKNC et INC ont contesté les élections générales de 2009. L'INC a remporté les deux sièges de l'État de Jammu, mais a perdu le siège de Ladakh gagné par la partie dissidente de la Conférence Nationale (NC) contestée en tant que candidat indépendant. NC a remporté les trois sièges de la vallée du Cachemire en 2009.
Les controverses autour du JKNC ont augmenté. Lors des protestations contre le gouvernement en 2010, environ 100 manifestants ont été tués par des forces paramilitaires utilisant des balles réelles, Un scandale de torture a été exposé par WikiLeaks.
Lors des élections générales de 2014, le NC a contesté l'élection dans une alliance avec le Congrès national indien , mais n'a pas remporté un seul siège. Des six sièges dans l'État, le PDP et le Bharatiya Janata Party (BJP) en ont remporté trois chacun.
Au cours des élections de 2014, l'INC a rompu son alliance avec JKNC. Le JKNC gagna que 15 sièges, soit une diminution de 13 sièges par rapport aux élections précédentes. Le PDP a gagné 28 sièges et est devenu le premier parti à l'assemblée, suivi par le BJP qui a gagné 25 sièges Omar Abdullah a démissionné de son poste de ministre en chef le 24 décembre 2014.